# Nolana galapagensis
Nolana galapagensis là loài thực vật có hoa trong họ Cà. Loài này được (Christoph.) Johnst. mô tả khoa học đầu tiên năm 1936.